# Eric Schlosser
Eric Schlosser är en amerikansk journalist och författare. 
Han är mest känd för sin bok Snabbmatslandet (Fast Food Nation: The Dark Side of the All-American Meal) som behandlar snabbmat i främst USA, dess produktion och påverkan på människors liv och hälsa. Boken började som en artikel i tidningen Rolling Stone Magazine. Den har filmatiserats och hade premiär 19 maj 2006 i Cannes.
Boken kom före Morgan Spurlocks film Super Size Me där han finns med på extramaterialet på dvd-utgåvan där han diskuterar snabbmatsindustrin med Spurlock. 
Han föddes i New York 1959 och växte upp där, men familjen flyttade senare till Los Angeles. Pappan var före detta advokat, men blev senare chef på NBC 1974. Han studerade amerikansk historia på Princeton University och Brittiska imperiets historia vid universitetet i Oxford. Sedan arbetade han för ett filmföretag i New York innan han började med den journalistiska banan på tidningen Atlantic Monthly i Boston.
Nu bor han i Kalifornien och arbetar på en ny bok om fängelsesystemet. Han är gift med Robert Redfords dotter Shauna och har två barn.
I maj 2006 släppte han tillsammans med Charles Wilson en barnvarint av Snabbmatslandet med titeln "Chew On This" (Tugga på det här). Det tillsammans med att filmatiseringen av boken var färdig och premiärvisades gjorde att snabbmatsindustrin lanserade en kampanj riktad mot honom och hans arbete.
Hemsidan Bestfoodnation är ett led i kampanjen.